# PGC 6531
LEDA/PGC 6531, auch UGC 1245, ist eine Spiralgalaxie im Sternbild Widder auf der Ekliptik. Sie ist schätzungsweise 237 Millionen Lichtjahre von der Milchstraße entfernt und hat einen Durchmesser von etwa 125.000 Lichtjahren. Vom Sonnensystem aus entfernt sich das Objekt mit einer errechneten Radialgeschwindigkeit von näherungsweise 5.200 Kilometern pro Sekunde.

## Galaktisches Umfeld
| Nr. | Galaxie          | Alternativname          | Rek           | Dek           | Distanz/asec |
| --- | ---------------- | ----------------------- | ------------- | ------------- | ------------ |
| →   | LEDA/PGC 6531    | UGC 1245                | 01h46m50.791s | +11d24m05.57s | 0            |
| 1   | LEDA/PGC 212831  | 2MASX J01465614+1126184 | 01h46m56.13s  | +11d26m18.6s  | 154.39       |
| 2   | LEDA/PGC 1394419 | 2MASX J01470213+1129274 | 01h47m02.12s  | +11d29m27.2s  | 363.25       |
| 3   | LEDA/PGC 1391371 | 2MASX J01463881+1117033 | 01h46m38.82s  | +11d17m03.1s  | 457.99       |
| 4   | LEDA/PGC 1393327 | 2MASX J01460854+1125115 | 01h46m08.55s  | +11d25m11.7s  | 625.49       |
| 5   | LEDA/PGC 4126718 | NSA 130399              | 01h47m35.60s  | +11d28m08.0s  | 701.80       |
| 6   | LEDA/PGC 6580    | UGC 1255                | 01h47m37.21s  | +11d20m38.2s  | 713.36       |